# Rue Larochelle
La rue Larochelle est une voie du 14e arrondissement de Paris, en France.

## Situation et accès
La rue Larochelle est une voie publique située dans le 14e arrondissement de Paris. Elle débute au 31, rue de la Gaîté et se termine en impasse.

## Origine du nom
Elle porte le nom de l'acteur et directeur de théâtre, Henri Julien Boulanger, dit Larochelle (1827-1884), en raison du voisinage du théâtre de la Gaîté-Montparnasse, dont il fut directeur de 1853 à 1866.

## Historique
La voie est ouverte en 1895 sous le nom d'« impasse Larochelle » avant de prendre sa dénomination de « rue Larochelle ».